# Genoa (Colorado)
Genoa es un pueblo ubicado en el condado de Lincoln en el estado estadounidense de Colorado. En el año 2000 tenía una población de 211 habitantes y una densidad poblacional de 234,4 personas por km².

## Geografía
Genoa se encuentra ubicada en las coordenadas 39°16′35″N 103°29′56″O / 39.27639, -103.49889.

## Demografía
Según la Oficina del Censo en 2000 los ingresos medios por hogar en la localidad eran de $27.375, y los ingresos medios por familia eran $28,750. Los hombres tenían unos ingresos medios de $28.750 frente a los $22.500 para las mujeres. La renta per cápita para la localidad era de $12.443. Alrededor del 20,2% de la población estaba por debajo del umbral de pobreza.